# Вернер фон Сіменс

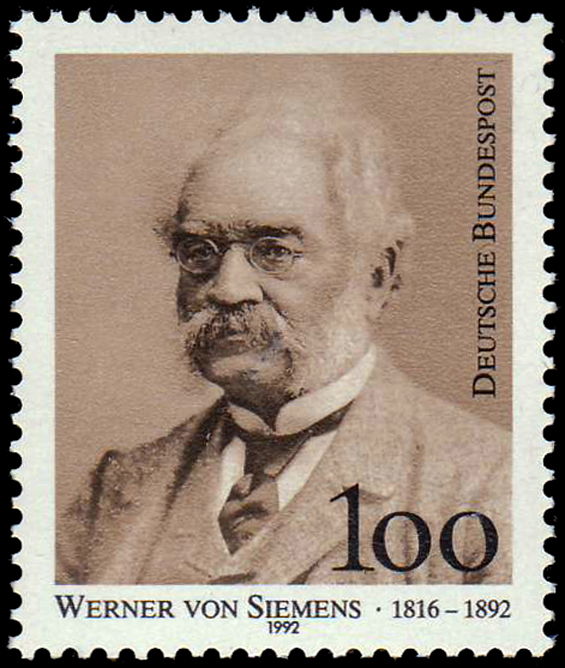
Поштова марка Німеччина, присвячена Вернеру фон Сіменсу, 1992, 100 пфенінгів 1768

Вернер фон Сіменс (або Зіменс, нім. Werner von Siemens; 13 грудня 1816 — 6 грудня 1892) — німецький інженер, винахідник, науковець, промисловець, засновник фірми Siemens, громадський і політичний діяч.

## Життєпис
Закінчивши з відзнакою гімназію Катарінеум в Любеку, потім артилерійське інженерне училище в Мальденбурзі, він у званні молодшого лейтенанта служив у артилерійських майстернях у Берліні, де займався винахідництвом і науковими дослідженнями.
Після смерті батьків 24-річний Вернер залишився старшим у сім'ї, що складалася з десяти братів і сестер.
1845 року став одним з найпомітніших молодих науковців у недавно створеному Фізичному товаристві й вже наступного року його відрядили в комісію генштабу для підготовки впровадження електротелеграфії. У листі від 14 грудня 1846 Вернер Сіменс повідомив родичів: Я тепер майже зважився вибрати постійний терен телеграфії. Телеграфія стане самостійною важливою галуззю техніки, і я відчуваю себе покликаним зіграти в ній роль організатора.
1 жовтня 1847 разом з механіком Гальське заснував телеграфно-будівельну фірму «Telegraphenbauanstalt Siemens & Halske», що займалася окрім електротелеграфії широким колом робіт у галузі точної механіки і оптики, а також створенням електромедичних апаратів. 1849 року фірма «S&H» побудувала першу в Німеччині телеграфну лінію Берлін — Франкфурт-на-Майні.
Для однієї з ділянок в основі повітряної лінії був використаний підземний кабель з гутаперчевою ізоляцією, яку наклали за допомогою винайденого Сіменсом преса. Тоді ж Вернер запропонував затягувати кабель у свинцеві труби. Він також удосконалив стрілочний телеграф Уітстона-Кука, за що на Першій Міжнародній промисловій виставці в Англії (1851 рік) був відзначений однією з найвищих нагород.
Починаючи з 1853 року, фірма «S&H» вела будівництво лави телеграфних ліній в Російській імперії, пов'язавши Санкт-Петербург з Кронштадтом, Гельсінгфорсом, Варшавою, Ригою, Ревелем і перейнявши на себе їхнє технічне обслуговування.
Сіменс, поєднуючи наукові дослідження і винахідницьку діяльність з дослідно-конструкторськими розробками, упроваджував у виробництво нові та удосконалював вироби, що випускалися, — межа, що ріднила цього ученого-практика з Едісоном. Його доповідь про електротелеграфію в Паризькій академії наук  високо оцінив Александер фон Гумбольдт і її опублікували за рекомендацією Франсуа Араго. У 35 років Сіменс увійшов до лав всесвітньо визнаних авторитетів у галузі електротехніки. 1860 Берлінський університет надав йому почесне звання доктора філософії.
1868–1870-х фірма «S&H» брала участь у споруді Індоєвропейської телеграфної лінії Лондон — Калькутта протяжністю 11 000 км. Одну з ділянок цієї лінії (через Кавказ) було побудовано на металевих опорах і вона пропрацювала з 1871 по 1931 рік.
До другої половини 1860-х відноситься початок робіт Сіменса в області сильнострумної електротехніки. Його найзначніше досягнення в цій області датується 1867 роком, коли він створив досконалу конструкцію генератора постійного струму із самозбудженням, що довгий час іменували динамо-машиною. Він же запропонував ртутну одиницю опору, згодом перетворену в ом, а одиниці електричної провідності було присвоєно найменування «сіменс».
На початку 1870-х років «Siemens & Halske» побудувала кабельне судно «Фарадей», оснащене вдосконаленою кабельоукладною машиною. 1874 року «Фарадей» проклав трансатлантичний телеграфний кабель, що безпосередньо зв'язав Ірландію і США (5700 км), минувши острів Ньюфаундленд. А всього за 10 років це судно проклало шість трансатлантичних кабелів.
У липні 1874 Сіменс був прийнятий в члени Прусської академії наук.
1877 року фірма «S&H» виготовляла телефонні трубки Белла, а в 1881 брала участь в будівництві першої в Берліні телефонної станції.
1877 року в сланцях, що відносяться до пізнього юрського періоду, була виявлена єдина в своєму роді скам'янілість якоїсь викопної птиці, що чудово збереглася. Знайшов цю палеонтологічну рідкість геолог-любитель і мав намір продати її за кордон, запросивши за неї великі гроші. Почувши про цю рідку знахідку, Сіменс відразу ж купив її, залишаючи, таким чином, у Німеччині. Пізніше він передав її Берлінському музею природознавства. Наукова назва раритету Archaeopteryx Simensii (Археоптерикс Сіменса) досі нагадує нам про цей чудовий вчинок Вернера Сіменса.
Майже всі успіхи підприємства Сіменса зобов'язані дослідницьким і винахідницьким здібностям свого керівника. Він відхиляв усе, що всесторонньою не розгледіло теоретично і підтверджене експериментом.
Динамо-машина Сіменса провела справжню революцію в гірничій справі, завдяки ній з'явилися електровідбійний молоток, шахтний електровентилятор, електротранспортер і, головне, електрична копальнева дорога.
1879 року фірма «S&H» представила на берлінській промисловій виставці першу електричну залізницю; 1880 на виставці в Мангеймі — перший у світі електроліфт; 1881 року фірмою побудована перша лінія електричного трамваю на околиці Берліна; 1882 почата дослідна експлуатація безрейкового транспорту.
Сіменс багато зробив для розвитку німецької та європейської електротехніки. Він — ініціатор освіти Берлінського електротехнічного союзу (1879 рік), а також засновник і голова Суспільства патентів у Берліні. Термін електротехніка ввів у вжиток саме Вернер фон Сіменс, написавши його 1879 року в листі до Генріха фон Стефана, Генеральному Поштмейстерові Німеччини (до цього використовували термін «прикладна теорія електрики»).
Крім того, Вернер Сіменс знаний як меценат в галузі науки та культури: він пожертвував 500 тисяч марок на створення Берлінської національної фізико-технічної лабораторії; завдяки його зусиллям і грошовій підтримці в Шарлоттенбурзі відкрився Фізико-технічний інститут.
На Першій Міжнародній електротехнічній виставці в Парижі 1881 року найбільший успіх припав на долю експонатів Едісона і Сіменса. Там же обидва корифеї електротехніки познайомилися і заприятелювали.
1888 року Вернер Сіменс був зведений у дворянський стан і став Вернером фон Сіменсом.
З 1889 почався поступовий відхід Вернера Сіменса від активної участі в справах фірми, в цей час у його фірмі, включаючи дочірні підприємства в Лондоні, Санкт-Петербурзі та Відні, налічувалося вже 5000 співробітників. 31 грудня 1889 Сіменс вийшов з керівництва фірмою.
1892 року він винайшов сталеву стрічкову броню для захисту підземних кабелів від механічних дій.
У кінці життя з властивим йому даром реального передбачення Сіменс вказав на перспективу світової торгівлі і економічного об'єднання Європи: «Це може статися тільки завдяки усуненню, по можливості, всіх внутрішньополітичних митних бар'єрів, що обмежують райони збуту, здорожують виробництво, що зменшує конкурентоспроможність на світовому ринку».
Першим шлюбом був одружений з Матільдою Друман, дочкою історика Вільгельма Друмана.